# HC Oceláři Třinec v české hokejové extralize 1999/2000

## Základní část

### HC Becherovka Karlovy Vary
- HC Becherovka Karlovy Vary – HC Oceláři Třinec 3 : 3 PP (1 : 1, 1 : 1, 1 : 1)
- HC Oceláři Třinec - HC Becherovka Karlovy Vary 3 : 1 (2 : 1, 0 : 0, 1 : 0)
- HC Becherovka Karlovy Vary – HC Oceláři Třinec 6 : 3 (2 : 0, 2 : 0, 2 : 3)
- HC Oceláři Třinec - HC Becherovka Karlovy Vary 4 : 2 (2 : 1, 2 : 1, 0 : 0)

### HC Velvana Kladno
- HC Oceláři Třinec – HC Velvana Kladno 3 : 2 (1 : 1, 1 : 1, 1 : 0)
- HC Velvana Kladno - HC Oceláři Třinec 7 : 5 (0 : 2, 5 : 2, 2 : 1)
- HC Oceláři Třinec – HC Velvana Kladno 7 : 2 (1 : 1, 3 : 0, 3 : 1) - hertik Richard Král
- HC Velvana Kladno - HC Oceláři Třinec 4 : 2 (1 : 2, 2 : 0, 1 : 0)

### HC Sparta Praha
- HC Sparta Praha - HC Oceláři Třinec 2 : 4 (0 : 1, 1 : 1, 1 : 2)
- HC Oceláři Třinec – HC Sparta Praha 4 : 2 (1 : 1, 0 : 1, 3 : 0)
- HC Sparta Praha – HC Oceláři Třinec 5 : 1 (0 : 0, 3 : 0, 2 : 1)
- HC Oceláři Třinec – HC Sparta Praha 2 : 1 (0 : 0, 1 : 1, 1 : 0)

### HC IPB Pojišťovna Pardubice
- HC Oceláři Třinec - HC IPB Pojišťovna Pardubice 9 : 3 (5 : 0, 2 : 1, 2 : 2)
- HC IPB Pojišťovna Pardubice - HC Oceláři Třinec 4 : 4 PP (0 : 1, 4 : 3, 0 : 0)
- HC Oceláři Třinec - HC IPB Pojišťovna Pardubice 4 : 0 (0 : 0, 1 : 0, 3 : 0)
- HC IPB Pojišťovna Pardubice - HC Oceláři Třinec 4 : 4 PP (2 : 1, 2 : 1, 0 : 2)

### HC Excalibur Znojemští Orli
- HC Oceláři Třinec - HC Excalibur Znojemští Orli 3 : 3 PP (0 : 0, 2 : 2, 1 : 1)
- HC Excalibur Znojemští Orli - HC Oceláři Třinec 7 : 2 (3 : 1, 2 : 0, 2 : 1)
- HC Oceláři Třinec - HC Excalibur Znojemští Orli 5 : 1 (1 : 0, 3 : 0, 1 : 1)
- HC Excalibur Znojemští Orli - HC Oceláři Třinec 4 : 5 (2 : 1, 1 : 3, 1 : 1)

### HC České Budějovice
- HC České Budějovice – HC Oceláři Třinec 3 : 2 (1 : 1, 2 : 0, 0 : 1)
- HC Oceláři Třinec - HC České Budějovice 5 : 7 (2 : 2, 0 : 2, 3 : 3)
- HC České Budějovice – HC Oceláři Třinec 5 : 2 (2 : 0, 2 : 2, 1 : 0)
- HC Oceláři Třinec - HC České Budějovice 4 : 2 (2 : 1, 1 : 1, 1 : 0)

### HC Barum Continental Zlín
- HC Barum Continental Zlín – HC Oceláři Třinec 3 : 0 (2 : 0, 0 : 0, 1 : 0)
- HC Oceláři Třinec - HC Barum Continental Zlín 6 : 3 (2 : 0, 2 : 3, 2 : 0)
- HC Barum Continental Zlín - HC Oceláři Třinec 5 : 2 (1 : 0, 0 : 2, 4 : 0)
- HC Oceláři Třinec - HC Barum Continental Zlín 5 : 3 (0 : 0, 4 : 0, 1 : 3)

### HC Femax Havířov
- HC Oceláři Třinec - HC Femax Havířov 2 : 1 (1 : 0, 1 : 0, 0 : 1)
- HC Femax Havířov - HC Oceláři Třinec 1 : 6 (0 : 1, 0 : 3, 1 : 2)
- HC Oceláři Třinec - HC Femax Havířov 2 : 2 PP (1 : 0, 0 : 1, 1 : 1)
- HC Femax Havířov - HC Oceláři Třinec 3 : 9 (0 : 1, 2 : 4, 1 : 4)

### HC Slavia Praha
- HC Slavie Praha – HC Oceláři Třinec 2 : 0 (1 : 0, 1 : 0, 0 : 0)
- HC Oceláři Třinec - HC Slavie Praha 2 : 1 (0 : 0, 1 : 1, 1 : 0)
- HC Slavie Praha – HC Oceláři Třinec 3 : 2 (2 : 2, 0 : 0, 1 : 0)
- HC Oceláři Třinec - HC Slavie Praha 5 : 2 (2 : 1, 1 : 1, 2 : 0)

### HC Keramika Plzeň
- HC Oceláři Třinec – HC Keramika Plzeň 4 : 3 (1 : 3, 0 : 0, 3 : 0) - hertik Jozef Daňo
- HC Keramika Plzeň - HC Oceláři Třinec 6 : 2 (1 : 0, 3 : 1, 2 : 1)
- HC Oceláři Třinec - HC Keramika Plzeň 5 : 0 (2 : 0, 0 : 0, 3 : 0)
- HC Keramika Plzeň – HC Oceláři Třinec 3 : 4 (0 : 1, 2 : 2, 1 : 1)

### HC Vítkovice
- HC Oceláři Třinec - HC Vítkovice 3 : 3 PP (3 : 0, 0 : 2, 0 : 1)
- HC Vítkovice - HC Oceláři Třinec 2 : 6 (0 : 0, 1 : 4, 1 : 2)
- HC Oceláři Třinec - HC Vítkovice 5 : 3 (1 : 1, 2 : 0, 2 : 2)
- HC Vítkovice - HC Oceláři Třinec 0 : 3 (0 : 1, 0 : 1, 0 : 1)

### HC Chemopetrol Litvínov
- HC Oceláři Třinec – HC Chemopetrol Litvínov 5 : 2 (2 : 1, 1 : 1, 2 : 0)
- HC Chemopetrol Litvínov – HC Oceláři Třinec 6 : 2 (1 : 1, 3 : 1, 2 : 0)
- HC Oceláři Třinec – HC Chemopetrol Litvínov 3 : 2 (1 : 1, 0 : 1, 2 : 0)
- HC Chemopetrol Litvínov - HC Oceláři Třinec 4 : 2 (1 : 0, 3 : 0, 0 : 2)

### HC Slovnaft Vsetín
- HC Slovnaft Vsetín – HC Oceláři Třinec 3 : 2 (1 : 1, 0 : 1, 2 : 0)
- HC Oceláři Třinec – HC Slovnaft Vsetín 8 : 3 (2 : 1, 4 : 2, 2 : 0)
- HC Slovnaft Vsetín – HC Oceláři Třinec 3 : 1 (1 : 1, 2 : 0, 0 : 0)
- HC Oceláři Třinec – HC Slovnaft Vsetín 6 : 2 (0 : 2, 3 : 0, 3 : 0)

## Play-off -Sezona 1999 / 2000
|  | Čtvrtfinále      | Čtvrtfinále |              |   | Semifinále | Semifinále |  |  | Finále | Finále |
|  |                  |             |              |   |            |            |  |  |        |        |
|  |                  |             |              |   |            |            |  |  |        |        |
|  | Sparta Praha     | 3           |              |   |            |            |  |  |        |        |
|  | Sparta Praha     | 3           |              |   |            |            |  |  |        |        |
|  | Pardubice        | 0           |              |   |            |            |  |  |        |        |
|  | Pardubice        | 0           | Sparta Praha | 3 |            |            |  |  |        |        |
|  |                  |             | Sparta Praha | 3 |            |            |  |  |        |        |
|  |                  | Litvínov    | 0            |   |            |            |  |  |        |        |
|  | Zlín             | Litvínov    | 0            | 1 |            |            |  |  |        |        |
|  | Zlín             |             |              | 1 |            |            |  |  |        |        |
|  | Litvínov         | 3           |              |   |            |            |  |  |        |        |
|  | Litvínov         | 3           | Sparta Praha | 3 |            |            |  |  |        |        |
|  |                  |             | Sparta Praha | 3 |            |            |  |  |        |        |
|  |                  | Vsetín      | 0            |   |            |            |  |  |        |        |
|  | Vsetín           | Vsetín      | 0            | 3 |            |            |  |  |        |        |
|  | Vsetín           |             |              | 3 |            |            |  |  |        |        |
|  | České Budějovice | 0           |              |   |            |            |  |  |        |        |
|  | České Budějovice | 0           | Vsetín       | 3 |            |            |  |  |        |        |
|  |                  |             | Vsetín       | 3 |            |            |  |  |        |        |
|  |                  | Plzeň       | 0            |   |            |            |  |  |        |        |
|  | Třinec           | Plzeň       | 0            | 1 |            |            |  |  |        |        |
|  | Třinec           |             |              | 1 |            |            |  |  |        |        |
|  | Plzeň            | 3           |              |   |            |            |  |  |        |        |
|  | Plzeň            | 3           |              |   |            |            |  |  |        |        |

## Play off (čtvrtfinále)

### HC Oceláři Třinec-HC Keramika Plzeň1:3 na zápasy
1. utkání
|  | HC Oceláři Třinec | 3 - 1         | HC Keramika Plzeň |  |
|  | HC Oceláři Třinec | (1:0,1:0,1:1) | HC Keramika Plzeň |  |

| Souhrn zápasu Report | Souhrn zápasu Report                                    | Souhrn zápasu Report | Souhrn zápasu Report | Souhrn zápasu Report |
| -------------------- | ------------------------------------------------------- | -------------------- | -------------------- | -------------------- |
|                      | 6:18 Václav Pletka 27:33 Václav Pletka 46:00 Jozef Daňo |                      | 53:23 Pavel Vostřák  |                      |

2. utkání
|  | HC Oceláři Třinec | 1 - 3         | HC Keramika Plzeň |  |
|  | HC Oceláři Třinec | (0:1,0:1,1:1) | HC Keramika Plzeň |  |

| Souhrn zápasu Report | Souhrn zápasu Report | Souhrn zápasu Report | Souhrn zápasu Report                                    | Souhrn zápasu Report |
| -------------------- | -------------------- | -------------------- | ------------------------------------------------------- | -------------------- |
|                      | 47:11 Jiří Žůrek     |                      | 6:01 Petr Kořínek 38:27 Milan Volák 49:23 Pavel Vostřák |                      |

3. utkání
|  | HC Keramika Plzeň | 9 - 0         | HC Oceláři Třinec |  |
|  | HC Keramika Plzeň | (1:0,7:0,1:0) | HC Oceláři Třinec |  |

| Souhrn zápasu Report | Souhrn zápasu Report | Souhrn zápasu Report | Souhrn zápasu Report | Souhrn zápasu Report |
| -------------------- | --- | -------------------- | -------------------- | -------------------- |
|                      | 2:44 Milan Antoš 22:21 Josef Řezníček 23:06 Pavel Vostřák 25:33 Milan Antoš 34:39 Petr Kořínek 36:21 Ivan Vlček 37:03 Petr Kořínek 37:31 Josef Řezníček 55:20 Josef Řezníček |                      |                      |                      |

4. utkání
|  | HC Keramika Plzeň | 4 - 3 SN          | HC Oceláři Třinec |  |
|  | HC Keramika Plzeň | (1:2,1:1,1:0,0:0) | HC Oceláři Třinec |  |

| Souhrn zápasu Report | Souhrn zápasu Report                                                                     | Souhrn zápasu Report | Souhrn zápasu Report                                  | Souhrn zápasu Report |
| -------------------- | ---------------------------------------------------------------------------------------- | -------------------- | ----------------------------------------------------- | -------------------- |
|                      | 12:10 Milan Volák 33:26 Pavel Vostřák 58:21 Martin Špaňhel rozhodující SN Josef Řezníček |                      | 9:41 Vladimír Vlk 11:14 Jozef Daňo 39:52 Viktor Ujčík |                      |

### Statistiky HC Oceláři Třinec
| Základní část | Základní část | Základní část | Základní část | Play off | Play off | Play off | Play off |
| Ročník        | Útočníci      | Obránci       | Brankáři      | Útočníci | Obránci  | Brankáři |          |
| ------------- | ------------- | ------------- | ------------- | -------- | -------- | -------- | -------- |
| 1999/2000     | Zde           | Zde           | Zde           | Zde      | Zde      | Zde      |          |

## Hráli za Třinec
- Brankáři Marek Novotný (35 ZČ + 4 play off) • Vlastimil Lakosil (30 ZČ + 2 play off)
- Obránci Ľubomír Sekeráš • Petr Gřegořek • Mario Cartelli • Robert Prochazka • Petr Svoboda • Miloš Holaň • David Nosek • Vladimír Vlk • Dmitri Jerofejev • Jiří Kuntoš • Ondrej Zetek • Robert Kántor
- Útočníci Richard Král –  • Marek Zadina • Václav Pletka • Martin Havlát • Branislav Jánoš • Pavel Janků • Viktor Ujčík • Petr Folta • Jiří Žůrek • Roman Kaděra • Tomáš Chlubna • Jozef Daňo • Jan Marek • Pavel Selingr • Dušan Frosch • Tomáš Vašata • Patrik Moskal • David Kostelňák • David Appel
- Hlavní trenér Alois Hadamczik